# Сонцовка
Сонцо́вка (укр. Сонцівка; с 1927 по 2016 год — Кра́сное) — село в Покровском районе Донецкой области.

## История
Была основана в 1785 году полковником Дмитрием Сонцовым на земле, дарованной ему Екатериной II.
Один из владельцев, Д. Д. Сонцов пригласил управляющим имением С. А. Прокофьева, у которого здесь родился сын Сергей Сергеевич Прокофьев, живший здесь 13 лет — до поступления в Санкт-Петербургскую консерваторию. Здесь он сочинил в 1900 году свою первую оперу «Великан». Здесь находится музей Прокофьева (филиал Донецкого областного краеведческого музея).
Первые сведения об угледобыче в Сонцовке датированы 1850 годом. На рубеже XIX — XX веков здесь ещё существовал перспективный угольный участок.
В 1927 году переименовано в село Красное. В 2016 году в рамках проводимой политики декоммунизации селу было возвращено название Сонцовка.
1 января 2025 года, в ходе боёв за Курахово, село было захвачено ВС РФ.

## Население
По данным на 1859 год в казённом селе Бахмутского уезда Екатеринославской губернии проживало 886 человек (447 мужского пола и 439 - женского), насчитывалось 86 дворовых хозяйств, существовала православная церковь.
По состоянию на 1886 год в бывшем владельческом селе Сонцевка, центре Сонцевской волости, проживало 938 человек, насчитывалось 162 дворовых хозяйств, существовали православная церковь, конский завод и лавка.
По переписи 1897 года количество жителей возросло до 1228 человек (629 мужского пола и 599 - женского), из которых 1221 — православной веры.
В 1908 году в селе Андреевской волости, проживало 1400 человек (698 мужского пола и 702 — женского), насчитывалось 226 дворовых хозяйств.